# Neuwied
Neuwied es una ciudad en Alemania perteneciente al estado de Renania-Palatinado. Forma parte del distrito de Neuwied, del cual es capital. Se encuentra a unos diez kilómetros al noroeste de Coblenza.     

## Geografía

### Localización geográfica

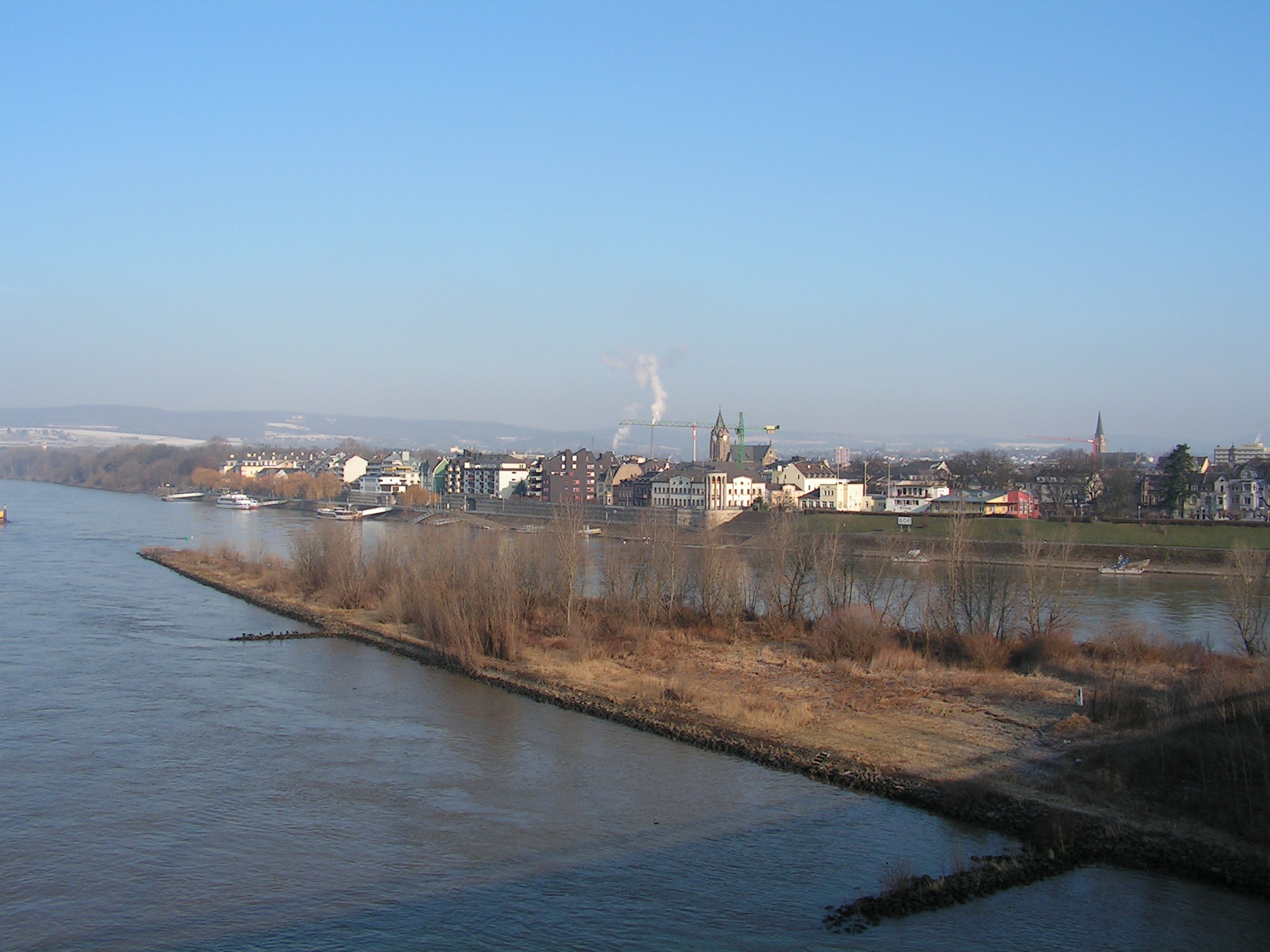
Vista al centro de la ciudad.

Neuwied se encuentra en la orilla derecha del río Rin, muy cerca del Westerwald, en el lugar en que el río Wied desemboca en el Rin. A diferencia e los estrechos valles por los que discurre el Rin, la zona de Neuwied presenta valles más anchos.
La ciudad tiene 13 distritos administrativos suburbanos: Heimbach-Weis, Gladbach, Engers, Oberbieber, Niederbieber, Torney, Segendorf, Altwied, Block, Irlich, Feldkirchen, Heddesdorf y Rodenbach. Cada distrito consta de un consejo local y un alcalde. Heimbach-Weis, de gran tradición carnavalesca, es el más grande de ellos y cuenta con aproximadamente 8000 habitantes.

## Hermanamientos
- Almería (España)[1]